# Kepler-452
Kepler-452 è una stella di classe G distante circa 1800 anni luce dalla Terra nella costellazione del Cigno.

## Caratteristiche fisiche
Kepler-452 è una nana gialla di tipo spettrale G4V, quasi gemella del Sole: ha una temperatura simile, ma è il 20% più luminosa (1,2 L⊙), il 4% più massiccia (1,04 M⊙) e ha un diametro del 10% più grande. Inoltre, con un'età stimata di circa sei miliardi di anni, risulta più vecchia del Sole di circa 1,5 miliardi di anni.

## Sistema planetario

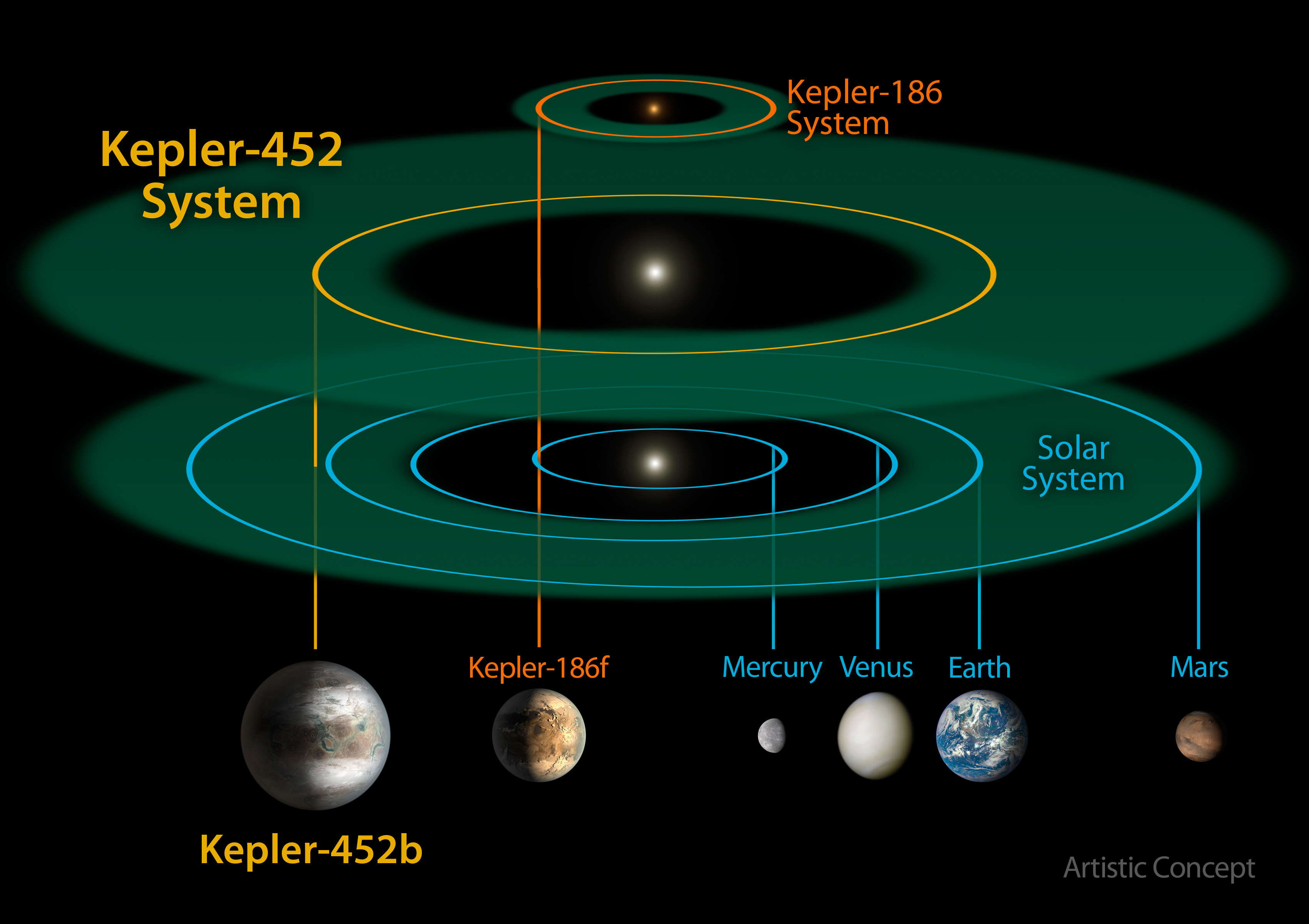
Il sistema di Kepler-452 comparato col sistema solare.

Nella zona abitabile di Kepler-452 orbita l'esopianeta Kepler-452 b. La scoperta, avvenuta attraverso il telescopio spaziale Kepler, è stata annunciata dalla NASA il 23 luglio 2015.
Kepler-452 b è un pianeta del tipo super Terra situato nella zona abitabile della stella e avente un raggio pari a 1,6 r⊕. La massa non è nota con certezza; se avesse una composizione e una densità simile a quella terrestre sarebbe circa 4,5 M⊕.
Il suo periodo orbitale è di circa 385 giorni, di poco superiore al periodo di rivoluzione della Terra, così come la sua distanza media, pari a 1,046 UA. Essendo la stella leggermente più grande del Sole riceve l'11% in più di radiazione di quanta ne riceve la Terra dal Sole, e la sua temperatura di equilibrio stimata è di 265 K.
Prospetto del sistema
| Pianeta | Tipo        | Massa   | Raggio | Periodo orb.   | Sem. maggiore | Eccentricità | Incl. orbita | Scoperta |
| ------- | ----------- | ------- | ------ | -------------- | ------------- | ------------ | ------------ | -------- |
| b       | Super Terra | 4,5 M⊕? | 1,6 r⊕ | 384,843 giorni | 1,046 UA      | 0,035        | 89,806°      | 2015     |